# Frank McCarthy (Filmproduzent)
Frank McCarthy (* 8. Juni 1912 in Richmond, Virginia; † 1. Dezember 1986 in Woodland Hills, Los Angeles, Kalifornien) war ein US-amerikanischer Brigadegeneral, Assistant Secretary of State und Produzent von Kriegsfilmen, der für den Film Patton – Rebell in Uniform bei der Oscarverleihung 1971 den Oscar für den besten Film des Jahres 1970 erhielt.

## Biografie
Nach dem Schulbesuch absolvierte er das Virginia Military Institute und schloss dieses 1933 ab. Während des Zweiten Weltkrieges war er Aide-de-camp von General George C. Marshall und erhielt nach seinem Eintritt als Oberst und Sekretär des Generalstabes von 1943 bis 1945 die Army Distinguished Service Medal. Danach wurde er 1945 noch zum Brigadegeneral befördert und als solcher in den Ruhestand verabschiedet. Im Anschluss war er vom 1. September bis zu seiner Ablösung durch Donald S. Russell am 11. Oktober 1945 Assistent des US-Außenministers für Verwaltungsangelegenheiten (Assistant Secretary of State for Administration).
Bereits 1938 war er technischer Berater beim Film Brother Rat von William Keighley, ehe er später selbst als Filmproduzent tätig war. Zu den von ihm produzierten Filmen gehören Entscheidung vor Morgengrauen (1951), für den er bei der Oscarverleihung 1952 für den besten Film nominiert war, Single-Handed (1953), aber auch die romantische Komödie Leitfaden für Seitensprünge (1967) mit Walter Matthau und Inger Stevens.
Sein bekanntester Film wurde jedoch Patton – Rebell in Uniform (1970), für den er bei der Oscarverleihung 1971 den Oscar für den besten Film entgegennahm. An der filmischen Biografie von General George S. Patton hatte er rund 20 Jahre gearbeitet. Am Abend der Oscarverleihung nahm er auch den Oscar für den besten Hauptdarsteller in Empfang, da der Gewinner George C. Scott als erster in der Geschichte der Oscarverleihung die Annahme ablehnte, da er es als unwürdig erachtete, mit anderen Schauspielern in eine Art Wettstreit treten zu müssen. McCarthy gab Pattons Oscar jedoch am Tag nach der Oscarverleihung an die Academy of Motion Picture Arts and Sciences zurück und akzeptierte damit Scotts Entscheidung der Annahmeverweigerung.
Sein eigener Oscar für den besten Film befindet sich im Gebäude der Marshall Foundation auf dem Campus des Virginia Military Institute.
Neben dem Fernsehfilm Fireball Forward (1972) mit Ben Gazzara und Ricardo Montalbán produzierte McCarthy zuletzt 1977 den Kriegsfilm MacArthur – Held des Pazifik mit Gregory Peck in der Rolle des Generals Douglas MacArthur.